# Obchodní právo
Obchodní právo (komercialistika) je soubor právních norem především soukromého práva upravující postavení obchodníků (podnikatelů) a vztahy, do nichž obchodníci (podnikatelé) vstupují (včetně vztahů, na jejichž druhé straně stojí i neobchodníci). Konkrétně se jedná zejména o úpravu obchodních společností, obchodního rejstříku, obchodních knih (účetnictví), obchodů, smluv mající obchodní povahu (například pojištění, bankovní smlouvy, komisionářské smlouvy, obchodní zastoupení, přepravní smlouvy, obchody s cennými papíry, ale i smluv kupních nebo smluv o dílo), směnek a dalších cenných papírů, nekalé soutěže, kapitálového trhu, průmyslového vlastnictví.

## Přehled vývoje
Počátky obchodního práva jsou nalézány již ve starověkých civilizacích (Babylón, Féničané). Za jeho kolébku jsou však považována až středověká italská města, kde vznikla většina pozdějších obchodněprávních institucí.  Středověké partikulární (cechovní) právo obchodníků, jemuž podléhaly pouze vztahy mezi obchodníky navzájem, vedlo v období překonávání právního partikularismu (od konce 18. století) ke vzniku obchodního práva v moderním slova smyslu, jež zahrnuje právní vztahy obchodníků nejen s dalšími obchodníky, ale i vůči neobchodníkům (včetně například státu). Tomu v kontinentálním právu významně přispěly obchodněprávní kodifikace, zejména francouzský Code de commerce (1807), Všeobecný obchodní zákoník (ADHGB), jenž platil od roku 1863 v zemích Německého spolku (tedy včetně Rakouska a s tím až do roku 1950 i na našem území), a Německý obchodní zákoník (HGB) z roku 1897.

### Československo a Česko
V nově vzniklém Československu byl recepčním zákonem převzat rakousko-uherský dualistický právní řád, co se týče obchodního práva, v českých zemích tedy dále platil všeobecný občanský (ABGB) a obchodní (ADHGB) zákoník, na Slovensku uherský obchodní zákoník z roku 1875 a na území Hlučínska přechodně do 1. května 1920 německý obchodní zákoník z roku 1897. Vedle toho byla obchodněprávní materie upravena řadou dalších zákonů převzatých z období Rakouska, ty byly postupně doplňovány nebo nahrazovány zákony novými. Celkově platí, že obchodněprávní zákonodárství Rakouska a první republiky bylo moderní, na vysoké legislativní úrovni a dodnes je cenným zdrojem inspirace. Ve stejné době nastal i nebývalý rozvoj komercialistické doktríny, jejímiž nejvýraznějšími představiteli byli Antonín Randa, Karel Hermann-Otavský, František Rouček a Arnošt Wenig.
V letech 1992 až 2013 byl hlavním pramenem československého a následně i českého obchodního práva obchodní zákoník, který byl nahrazen zejména zákonem o obchodních korporacích a v oblasti závazkového práva novým občanským zákoníkem. Mimo hlavního pramene se v tehdejším období subsidiárně používal občanský zákoník, případně obchodní zvyklosti a nebylo-li jich, pak zásady, na kterých obchodní zákoník spočíval.

#### Odborná literatura
O obchodním právu vychází i nadále mnoho odborné literatury, a to i přes to, že Obchodní zákoník přestal být účinný. Příkladem je časopis Obchodní právo, který vychází od roku 1992 a který přináší aktuální informace/články týkající se oboru obchodního práva a také relevantní judikaturu (i Evropskou). Jeho vydavatelem je nakladatelství Wolters Kluwer, a.s. Předsedou redakční rady je advokát v Praze JUDr. Mgr. Michal Pospíšil, Ph.D, LL.M. a členy redakční rady jsou význační právníci – soudci a pedagogové.

## Systém obchodního práva
Systém obchodního práva zahrnuje obecnou a zvláštní část. Obecná část upravuje například:
- právní postavení podnikatelů
- jednání a účetnictví podnikatelů
- obchodní firmu a práva na označení
- obchodní rejstřík

Zvláštní část upravuje:
- právo obchodních společností (tzv. společenstevní právo)
- právo obligační (závazkové)
- právo soutěžní (právo hospodářské soutěže a nekalé soutěže)
- právo průmyslového a jiného duševního vlastnictví
- právo cenných papírů
- právo kapitálového trhu
- rozhodování obchodních sporů
- insolvenční právo